# Nowa Karczma (Krynica Morska)

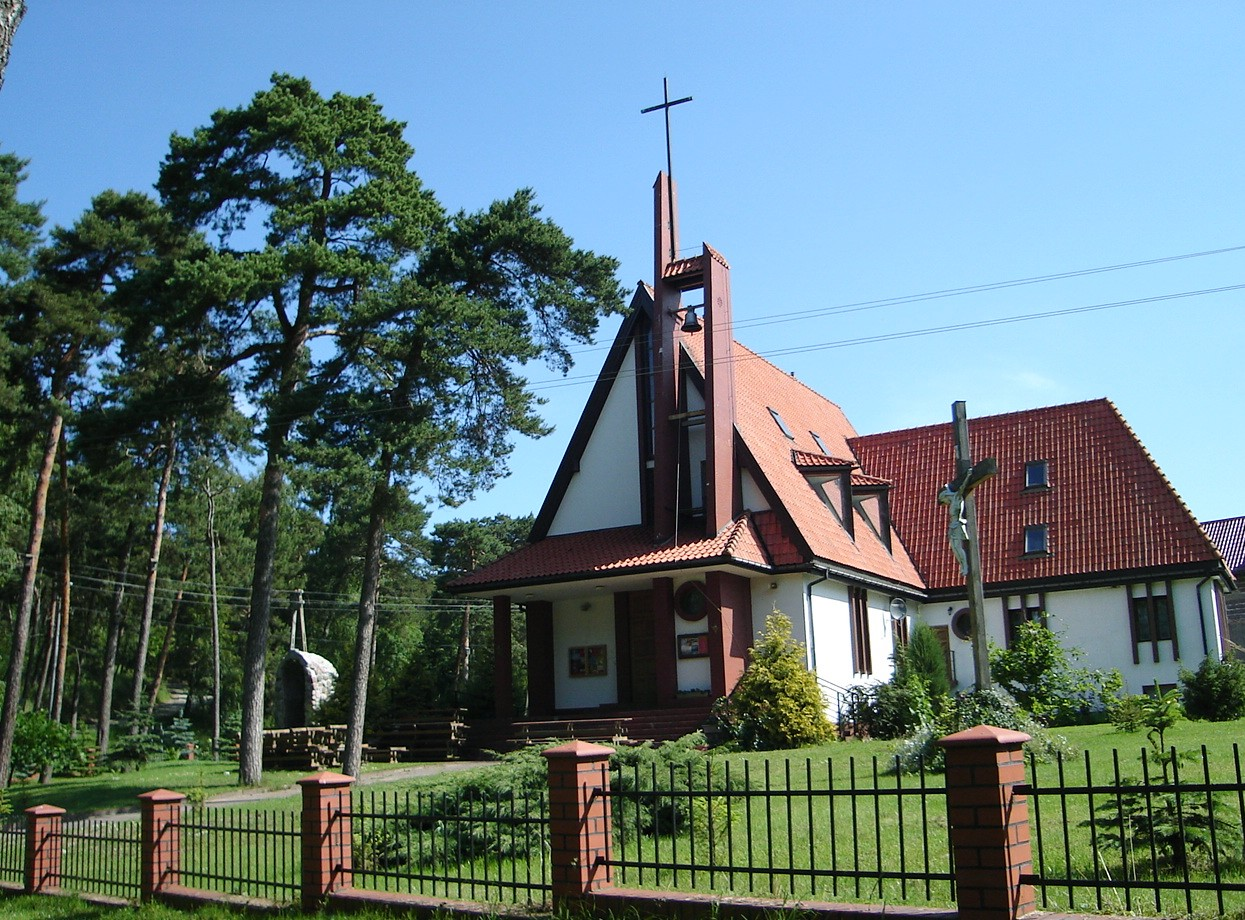
Kirche in Nowa Karczma

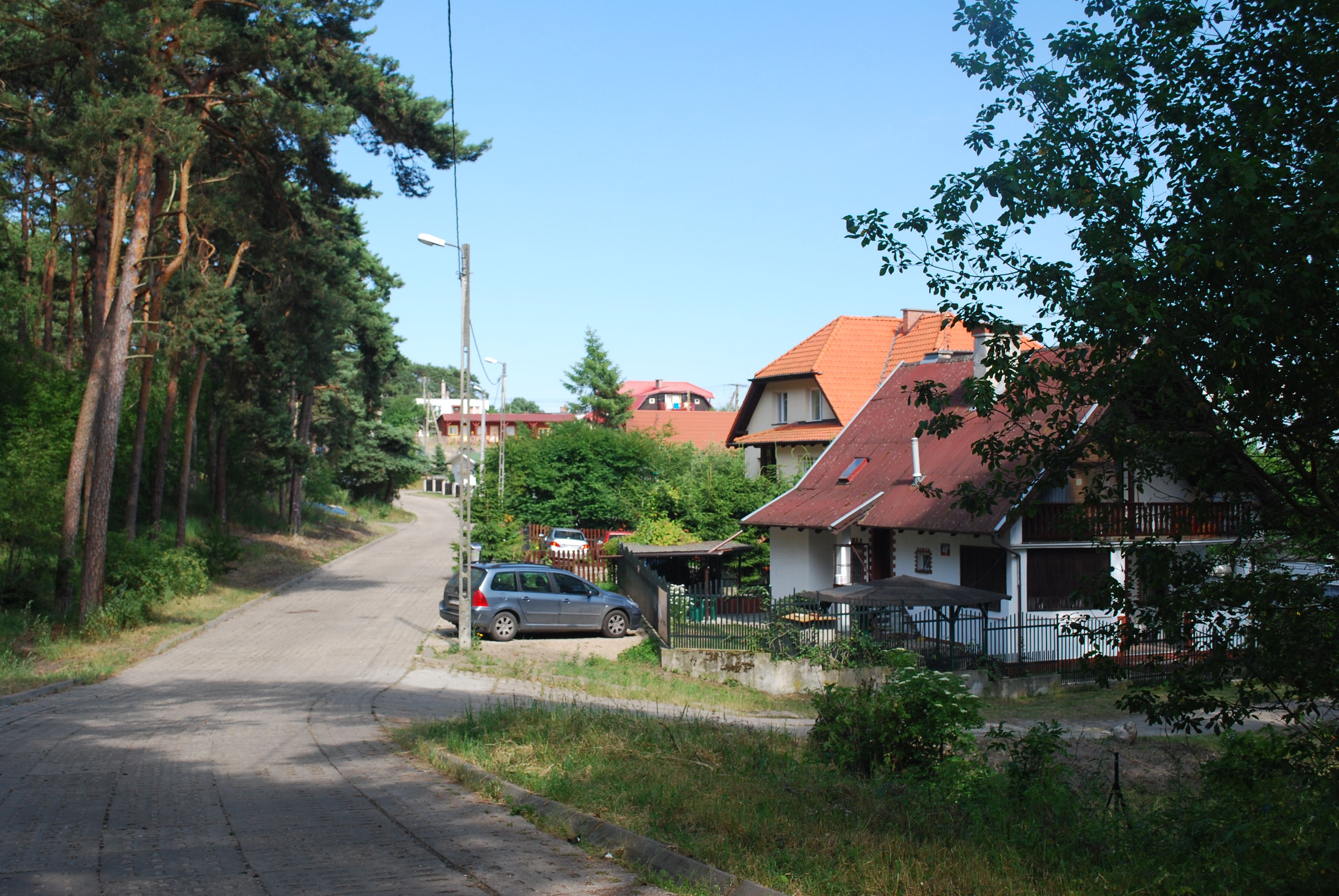
Ortsbild

Nowa Karczma, auch Piaski (deutsch Neukrug) ist ein Ortsteil der Stadt Krynica Morska (Kahlberg) auf der Frischen Nehrung im Nowodworski der polnischen Woiwodschaft Pommern. Nowa Karczma hat etwa 200 Einwohner und ist der letzte Ort vor der russischen Grenze.

## Geographie
Nowa Karczma liegt auf der dünn besiedelten Nehrung, etwa zehn Kilometer von Krynica Morska entfernt. Bis zur Grenze zur russischen Oblast Kaliningrad sind es weitere vier Kilometer Richtung Osten. Dort liegt die Wüstung Alt-Neukrug, dieser Ort wurde 1825 unter Dünensand begraben. Nachbarort im Westen ist Ptaszkowo (Vöglers).

## Geschichte
Seit der Auflösung des Deutschen Ordens gehörte Neukrug zum Gebiet der Hansestadt Danzig. Der Rat dieser Stadt stellte Handfesten (Urkunden) für Krüge auf der Danziger Nehrung aus. Nach der zweiten Teilung Polens kam Danzig mit Neukrug 1793 an Preußen und wiederum 1807–1814 zur Republik Danzig. Seit 1814 gehörte auch Neukrug zu Westpreußen und 1920 nach dem Versailler Friedensvertrag zum Landkreis Elbing im Regierungsbezirk Westpreußen der Provinz Ostpreußen. 
Die historische Grenze zwischen Ost- und Westpreußen verlief etwa acht Kilometer östlich zwischen Narmeln und der großen Narmelner Düne. Nach dem Ende des Zweiten Weltkriegs war Narmeln der einzige Ort Westpreußens, der an die Sowjetunion fiel.
Bis 1825 gingen die Kinder in das vier Kilometer entfernte Alt-Neukrug (seitdem Wüstung) zur Schule. Die evangelische Kirche für beide Orte und Narmeln befand sich in Neukrug. Gottesdienste wurden auch im Alt-Neukruger Schulhaus abgehalten, das vom Sand bedroht 1826 abbrannte. Danach gingen alle Kinder in Neukrug zur Schule, bis Narmeln 1879 einen eigenen Lehrer und 1895 ein Schulhaus erhielt.
Die Orte im westlichen Teil der Nehrung wurden erst in den letzten Tagen des Weltkriegs von der Roten Armee besetzt und kamen nach Kriegsende zu Polen. Nowa Karczma wurde Teil der Landgemeinde Sztutowo (Stutthof). Mit der Stadterhebung Krynica Morskas wurden 1991 auch die benachbarten Orte aus der Landgemeinde ausgegliedert und bei der Stadt eingemeindet. Seit der Auflösung der Woiwodschaft Elbląg im Jahr 1998 gehört die Stadt zur Woiwodschaft Pommern. In den 1990er Jahren wurde eine neue Kirche im Ort errichtet.

## Verkehr
Der Ort ist der Endpunkt der Woiwodschaftsstraße 501 (DW 501) von Danzig Richtung Grenze. Ein Grenzübertritt ist nicht gestattet. Erst 1908 wurde der Weg über die Nehrung verbessert, der Bau einer befestigten Straße erfolgte 1914, asphaltiert wurde diese 1964.
Nowa Karczma hat einen kleinen Hafen, der dem örtlichen Fischfang auf dem Frischen Haff dient. An der Ostsee werden die Boote dagegen auf den Strand gezogen. Den Hafen Krynica Morska verbinden seit 1841 kleinere Schiffe mit Frombork (Frauenburg) und Elbląg (Elbing). Bedeutung hatten diese, als von 1920 bis 1939 die Grenze zur Freien Stadt Danzig bei Borowo (Schottland) über die Nehrung verlief.

## Persönlichkeiten
- Alfred Wellm (1927–2001), Schriftsteller.

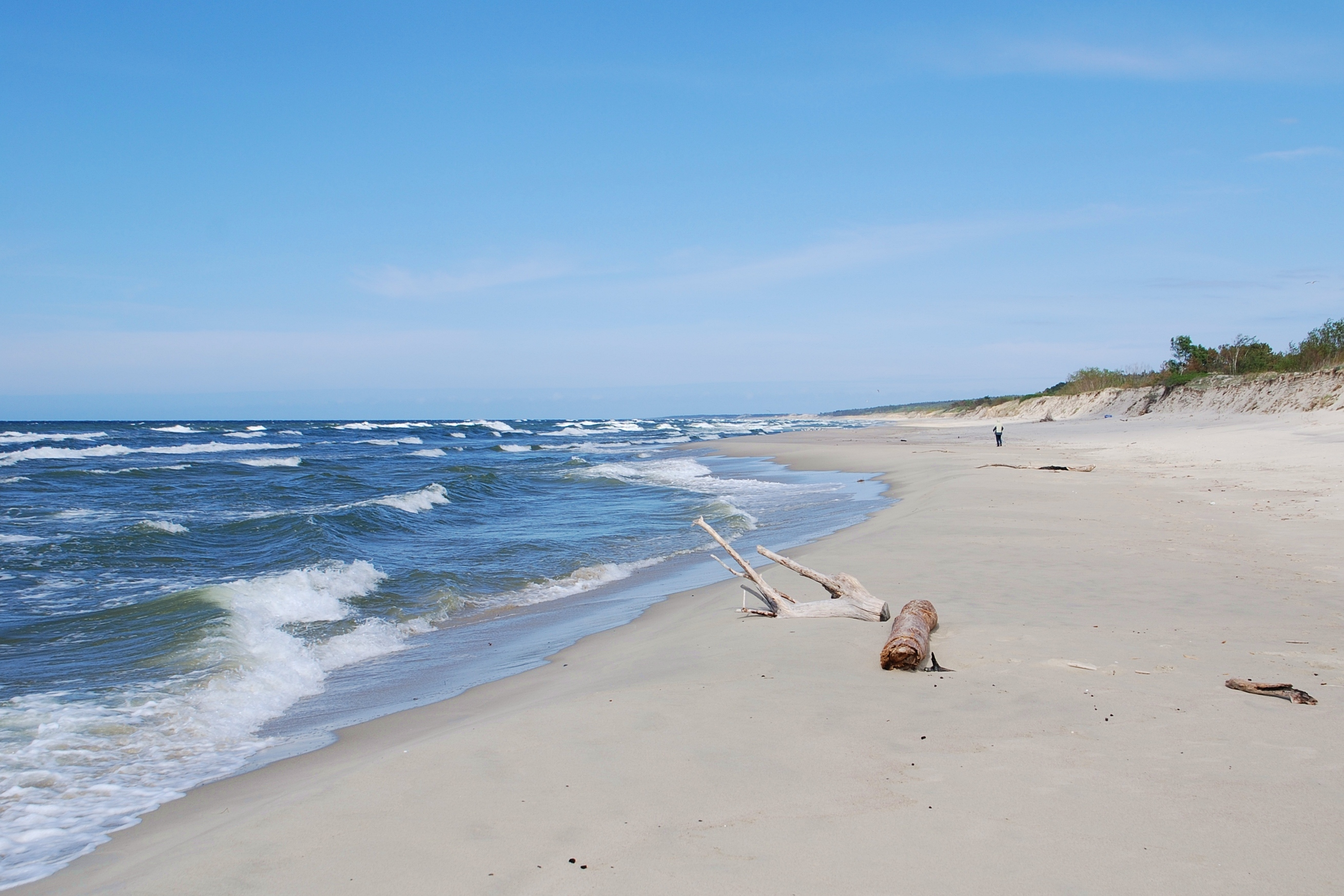
Strand an der Ostsee
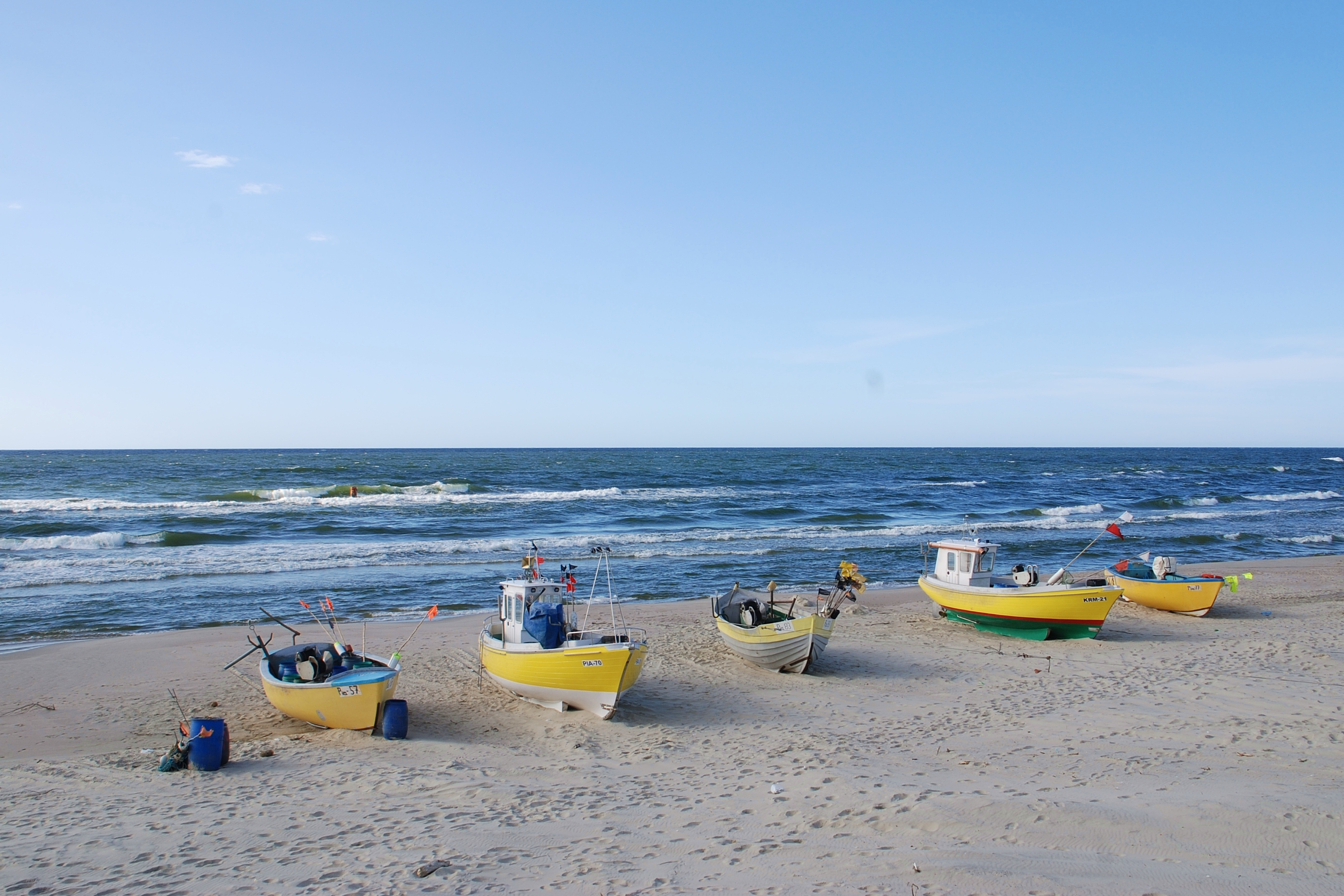
Fischerboote an der Ostsee
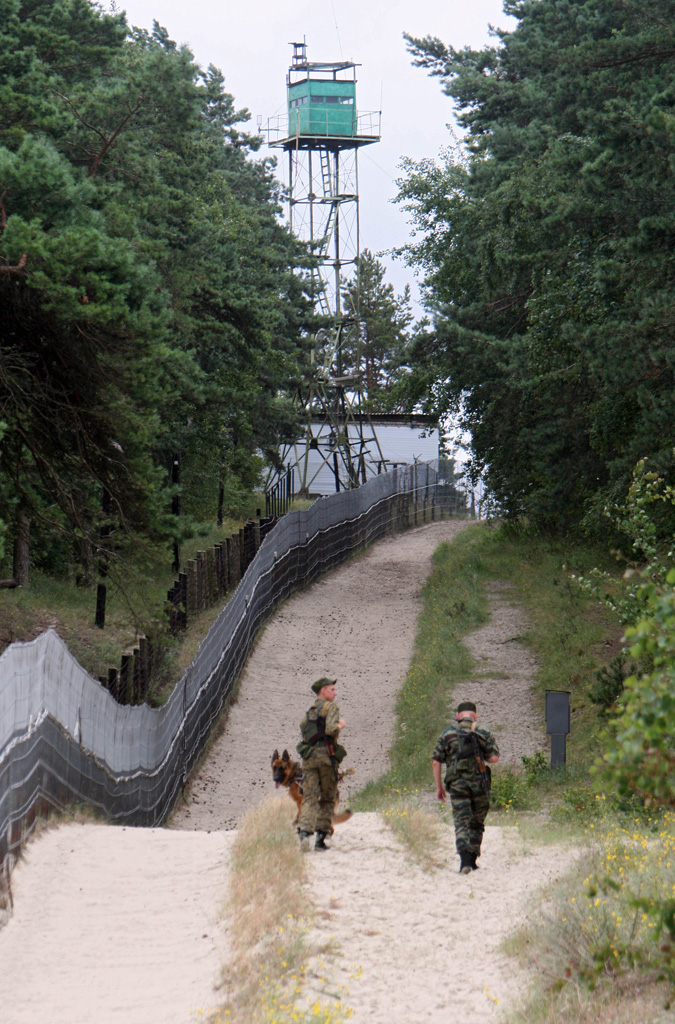
Russische Grenze
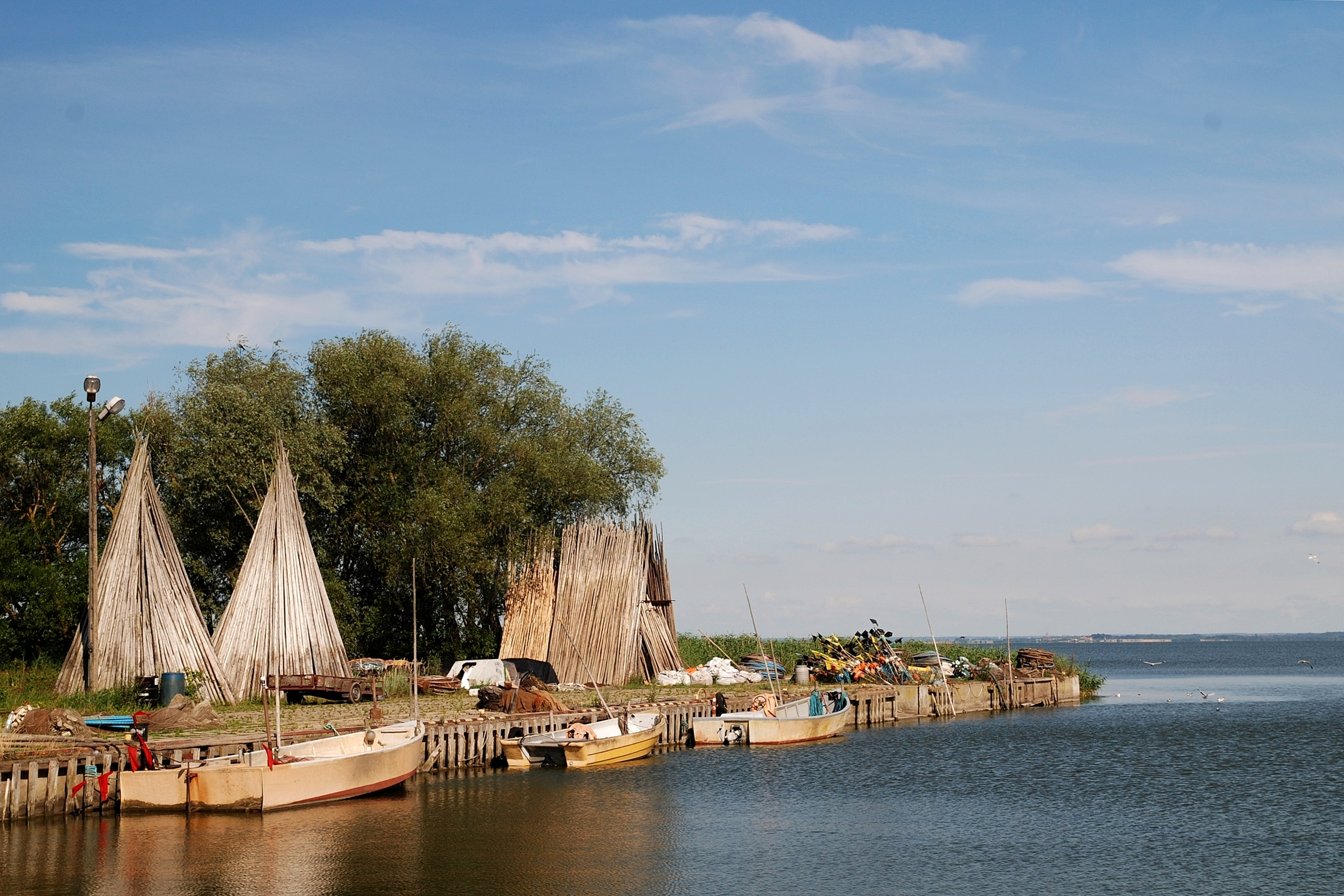
Hafen am Haff